# Rhodospatha
Rhodospatha é um género de plantas com flor pertencente à família Araceae.